# Cowell (Australie)
Pour les articles homonymes, voir Cowell.
Cowell (880 habitants) est une localité située sur la côte est de la péninsule d'Eyre de l'État d'Australie-Méridionale, en Australie et située sur la Lincoln Highway à environ 493 kilomètres par la route à l'ouest d'Adélaïde.
Le village possède un vaste port naturel: Franklin Harbour de 49 km² de superficie relié à l'océan par un chenal de 100 m de large environ.
Son économie repose sur la production de céréales, l'élevage de moutons, la pêche et l'élevage d'huitres.